# Alumnat

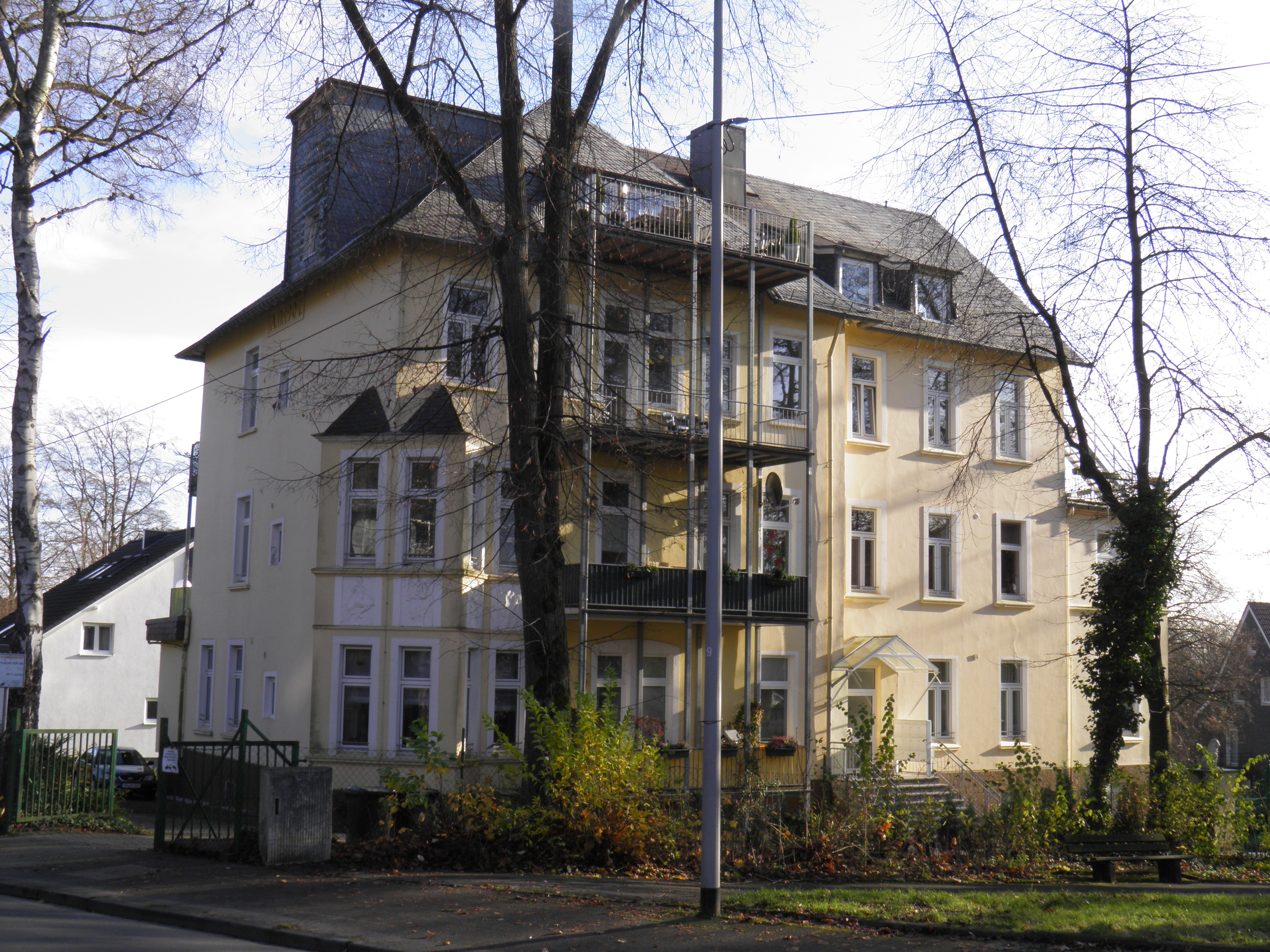
Ehemaliges Bergisches Alumnat in Remscheid-Lennep

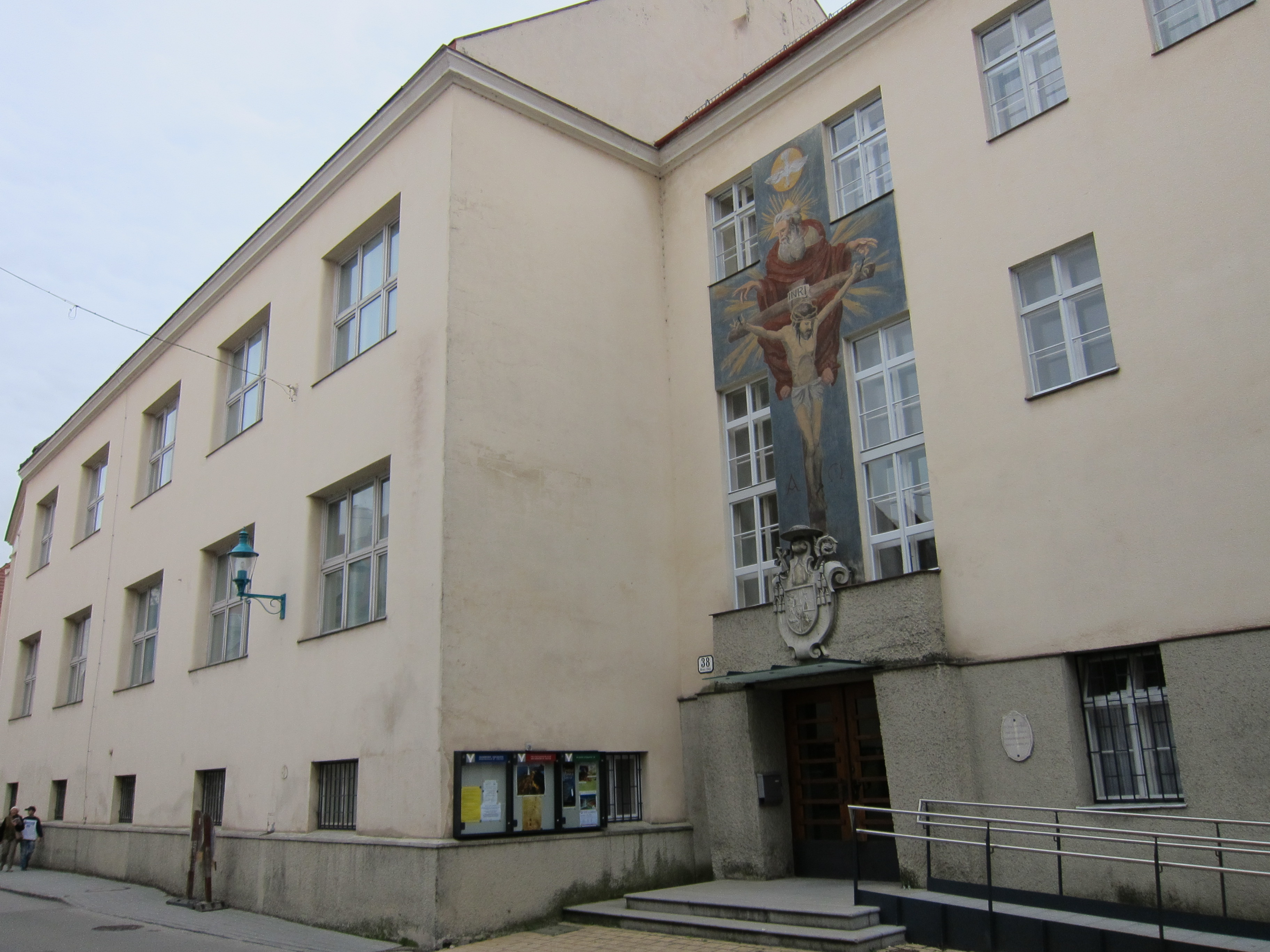
Ehemaliges Alumnat St. Pölten

Alumnat oder Alumneum (von lateinisch alumnus‚ Schüler, Zögling) ist eine historische Bezeichnung für Schulen mit Unterbringungsmöglichkeiten, vor allem an Gymnasien und höheren Schulen. In der Gegenwart wird meist der Begriff Internat verwendet.
In einigen Orten haben sich bis heute ähnliche Bezeichnungen für Institutionen oder Gebäude erhalten, wie z. B. (Thomasalumnat Leipzig, Alumnat der Kreuzschule Dresden).
In Regensburg (Am Ölberg 2) hat sich die Bezeichnung Alumneum für ein erst um 1900 nach Plänen von German Bestelmeyer erbautes Jugendstilgebäude erhalten. Das abgebrochene gleichnamige marode Vorgängergebäude wurde seit 1573 als Internat für Schüler des reichsstädtisch-protestantischen Gymnasiums, genannt Gymnasium poeticum, genutzt. Diese Nutzung wurde im neuen erbauten Jugendstilgebäude auch in den Jahren des Nationalsozialismus über das Ende des Zweiten Weltkriegs hinaus bis in die 1950er Jahre beibehalten, als die Zahl der Internatsschüler sogar einen Höhepunkt erreichte.
Als Direktor fungierte von 1934 bis 1966 Max Sack, dem  Nähe zum Nationalsozialismus vorgeworfen wurde.
Dann kam das Gebäude aus dem Besitz des bayerischen Staats in den Besitz einer neu gegründeten Alumneum-Stiftung. 1978 kam das Gebäude in den Besitz der protestantischen Landeskirche Bayern. Das Gebäude wird weiterhin als Alumneum oder als Haus der protestantischen Kirche bezeichnet und beherbergt heute verschiedene kirchliche und nichtkirchliche Einrichtungen und Ämter, darunter auch das Evangelische Bildungswerk.
Ähnliche Begriffe sind Konvikt, Pädagogium, auch Collegium. Auch Priesterseminare werden mitunter als Alumnat bezeichnet.

## Geschichte
Alumnate für weltliche Schüler entstanden in der Reformationszeit, so die drei Fürstenschulen in Kursachsen, aber auch die ehemaligen Klosterschulen Ilfeld am Harz, die Klosterschule Roßleben, das Hennebergische Gymnasium Georg Ernst in Schleusingen sowie die „niederen“ Seminare in Württemberg.
In katholischen Gebieten entstanden Alumnate aus Klosterschulen der Jesuiten. Die Schüler (Alumnen) erhielten von ihrer Lehranstalt Unterricht, Erziehung, Unterkunft und Kost. Geprägt durch die klösterliche Tradition stand die Erziehung im Zeichen von Einfachheit und Regelmäßigkeit des Lebens, geordneter Arbeit und Strenge. Kritikern zufolge konnte allerdings u. a. durch das fehlende Familienleben eine günstige Entwicklung des Individuums erschwert werden.
Später wurden auch Alumnate für die Erziehung der Söhne höherer Stände gegründet, wie die Ritterakademien, das Pädagogium der Franckesche Stiftungen in Halle (Saale), das Vitzthumsche Gymnasium in Dresden, das 1908 erbaute Bergische Alumnat in Lennep für Schüler der Höheren Bürgerschule und später der Röntgenschule, das königliche Pädagogium Putbus auf Rügen oder die Preußische Hauptkadettenanstalt in Lichterfelde. In den meisten dieser Einrichtungen können auch auswärts wohnende Schüler (Externe, Hospiten, Oppidanen) am Unterricht teilnehmen.